# A bőrönd titka (Lost)
2005. január 5-én került először adásba az amerikai ABC csatornán a sorozat 12. részeként. Damon Lindelof és Jennifer Johnson írta, és Jack Bender rendezte. Az epizód középpontjában Kate Austen áll.

## Ismertető
|  | Alább a cselekmény részletei következnek! |

### Visszaemlékezések
Egy csapat maszkos rabló tör be a bankba, ahol Kate tartózkodik. Mindenkit a padlóra kényszerítenek, és a széf kulcsát követelik. Az egyik férfi, aki Kate mellett fekszik a földön, felkel, és rátámad az egyik rablóra, majd elveszi tőle a pisztolyát. Odadobja Kate-nek, de Kate azt mondja, nem tudja kezelni. A rabló megragadja Kate karját, és beviszi az egyik irodahelyiségbe. Kifejezi elismerését Kate-nek a színjátékáért, ugyanis ő is a rablás résztvevője; csak megjátssza, hogy ő is egy túsz. A férfi, Jason, megcsókolja Kate-et.
Hogy a túszok rá ne jöjjenek, hogy a rablásban segédkezik, Kate, akit Jason Maggie-ként ismer, megkéri Jasont, hogy üsse meg. Véres arccal tér vissza a terembe. Jason fegyvert fog rá, és azzal fenyegeti a bankigazgatót, hogy lelövi, ha nem adja át a kulcsot. Az igazgató végül odaadja neki, majd a rablók vele és Kate-tel együtt bemennek a széfbe. Jason le akarja lőni az igazgatót, mire Kate lábon lövi őt, és a többi rablóba is golyót ereszt. Elkéri a 815-ös fiók kulcsát az igazgatótól, majd kinyitva azt, egy sárga borítékot vesz elő belőle. Fény derül rá, hogy Kate csak kihasználta a rablókat, hogy segítségükkel megszerezhesse a békebíró által lefoglalt tulajdonát.

### Valós idejű történések (21-22. nap)
Kate a gyümölcsszedés után visszaindul a táborba. Észreveszi, hogy Sawyer követi őt. Sawyer azt mondja, csak meg akarja őt védeni. Együtt mennek tovább, és felfedeznek egy tiszta vizű tavat, vízeséssel. Miután mindketten beúsznak a vízbe, alámerülnek. Odalent, rátalálnak a repülőgép két halott utasára. Sawyer elveszi tőlük a pénztárcájukat, majd a második alámerülésnél, Kate, Sawyer segítségével felhozza a Hallibuton bőröndöt. A felszínen, Sawyer látja Kate-en, hogy nagyon fontos számára a bőrönd. Megkérdezi Kate-et, elviheti-e; Kate nem ellenkezik, de látszik rajta, hogy nem szívesen válik meg tőle.
A táborban, mindenki azon igyekszik, hogy biztonságos helyre vigye a csomagjait, mert a dagály mindent elmos a partról. Jack-nek még mindig bűntudata van Claire elrablása miatt, ezért megkéri Sayid-ot, hogy vezesse el őt a francia nőhöz. Sayid ellenkezik, mondván, Danielle nem teljesen épelméjű, így nem valószínű, hogy segíteni tudna. Egyszerűbb megoldásnak tűnik, ha valaki lefordítja Rousseau térképeit és irományait, mert azok talán tartalmaznak valamit arról, hogy hol vannak Claire elrablói. Eközben, Shannon gyanakvóan kérdezgeti Boone-t, hogy hová megy el Locke-kal minden egyes nap.
Éjjel Kate odamegy az alvó Sawyer-hez, és megpróbálja elvenni tőle a bőröndöt. Sawyer észreveszi őt, és megakadályozza terve végrehajtásában. Kate távozik, de továbbra sem adja fel.
Másnap, Sayid megkéri a napozó Shannont, hogy fordítsa le Rousseau jegyzeteit. Shannon vállalja a feladatot, már csak azért is, hogy bebizonyítsa Boone-nak (és saját magának), hogy nem mihaszna. Michael és Hurley jót nevetnek Sawyer-en, amikor meglátják, hogy megpróbál feltörni egy Halliburton bőröndöt. Michael azt mondja neki, becsapódási erő szükséges a kinyitásához. Mindeközben, a dzsungelben, Boone odaadja Locke-nak a fejszét, amit a partról hozott. Csak sejteni lehet, mire kell az Locke-nak. A parton, Rose megpróbálja kizökkenteni Charlie-t a depressziójából, ezért megkéri, hogy segítsen neki cipelni a csomagjait.
Sawyer, megfogadva Michael tanácsát, elmegy a dzsungelbe, és felmászik egy jó magas fára. Ledobja a bőröndöt, de az továbbra sem nyílik ki. Kate rohan elő a fák közül. Nyomban lecsap a bőröndre, majd elszalad vele. Sawyer amilyen gyorsan csak tud, lemászik a fáról, majd Kate után rohan. Miután utoléri, visszaveszi tőle a bőröndöt, de azt ígéri, ha elmondja, miért olyan fontos az a valami neki, ami benne van. Kate nem hajlandó elmondani, ezért Sawyer magával viszi a bőröndöt.
Kate odamegy Jack-hez, aki épp Sun saját készítésű orvosságát csodálja, és megkéri, hogy segítsen neki megszerezni a bőröndöt Sawyer-től, majd ássák ki a békebírót a föld alól, mert nála a kulcs a pénztárcájában. Jack beleegyezik, de nem érti, miért olyan fontos Kate számára a bőrönd. Kate azt mondja, 4 kilenc milliméteres pisztoly, töltények, készpénz, és a békebíró saját holmijai találhatóak benne. Jack sejti, hogy van ott még valami más is.
Kate és Jack elmegy a helyre, ahová a békebíró lett temetve, majd együtt kiássák. Jack kiveszi a pénztárcát, de nem találja a kulcsot. Kate meglepődöttnek tűnik, de Jack rájön, hogy csak elterelte a figyelmét a pénztárcával. Megragadja Kate kezét, és kinyitja az összecsukott tenyerét; a kulcs ott van benne. Miután elveszi tőle, Jack dühösen magára hagyja őt a sírnál.
Shannon-nak nehezére esik lefordítani a francia irományokat, tele vannak ismétlésekkel, és összefüggéstelen mondatokkal. Mégis, valahonnan ismerősnek kezd tűnni a szöveg. Sayid azt mondja neki, hiba volt tőle kérni segítséget, mire Shannon könnyezve elrohan.
Miután Jack megszerzi a bőröndöt Sawyer-től, odamegy Kate-hez, hogy együtt nyissák ki. Jack pontosan azt találja benne, amit Kate mondott, de talál még valamit: egy sárga borítékot "Személyes dolgok" felirattal. Odaadja Kate-nek, aki egy játékrepülőgépet vesz elő belőle. Jack nem érti, miért ilyen fontos ez Kate számára, mire Kate elmondja, hogy a szerelmétől kapta. Jack nem elégszik meg a válasszal, és addig követeli az igazságot Kate-től, míg zokogva el nem mondja, a szerelmétől kapta, akit megölt.
Éjszaka, a tengerparton, Rose Charliet vigasztalgatja, és imádkozik érte. Shannon odamegy Sayid-hoz és mesél neki a francia barátja kisfiáról, Laurent-ről, aki folyton egy franciára szinkronizált számítógépes animációval készült rajzfilmet nézett (a Némó nyomában-t), ami egy kis halról szól. A film végén volt egy dal, és ez a dal található Rousseau papírjain, többször is megismételve. Sayid nem tudja, melyik dalról van szó, mire Shannon elkezdi énekelni Charles Trenet La Mer című klasszikus számát. Miközben énekel, Boone dühös tekintettel figyeli őket a fák mögül. Nem sokkal odébb, Kate könnyes szemekkel játszadozik a játékrepülőjével.
|  | Itt a vége a cselekmény részletezésének! |